# Schmiernippel

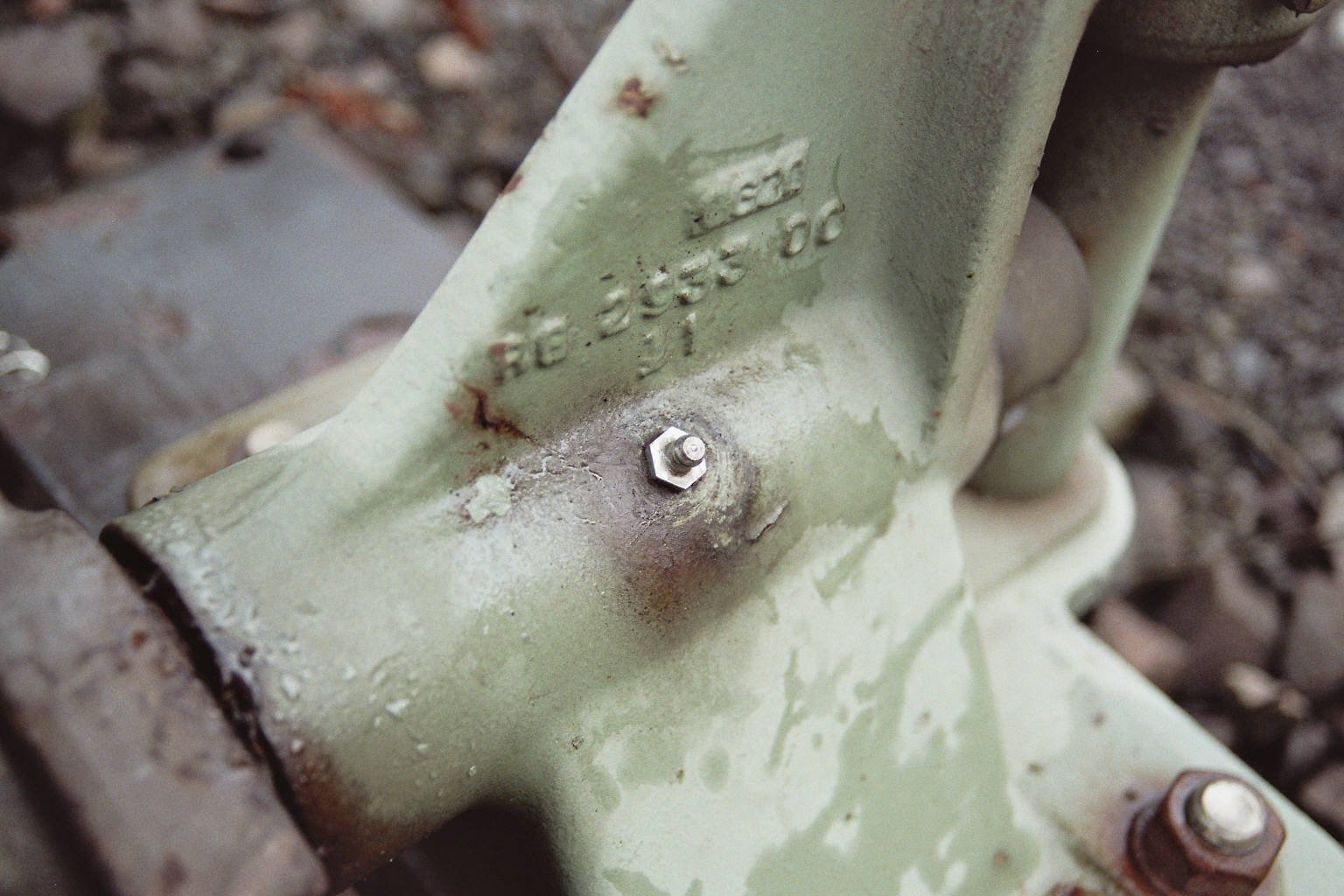
Ein Schmiernippel an einem Gleitlager

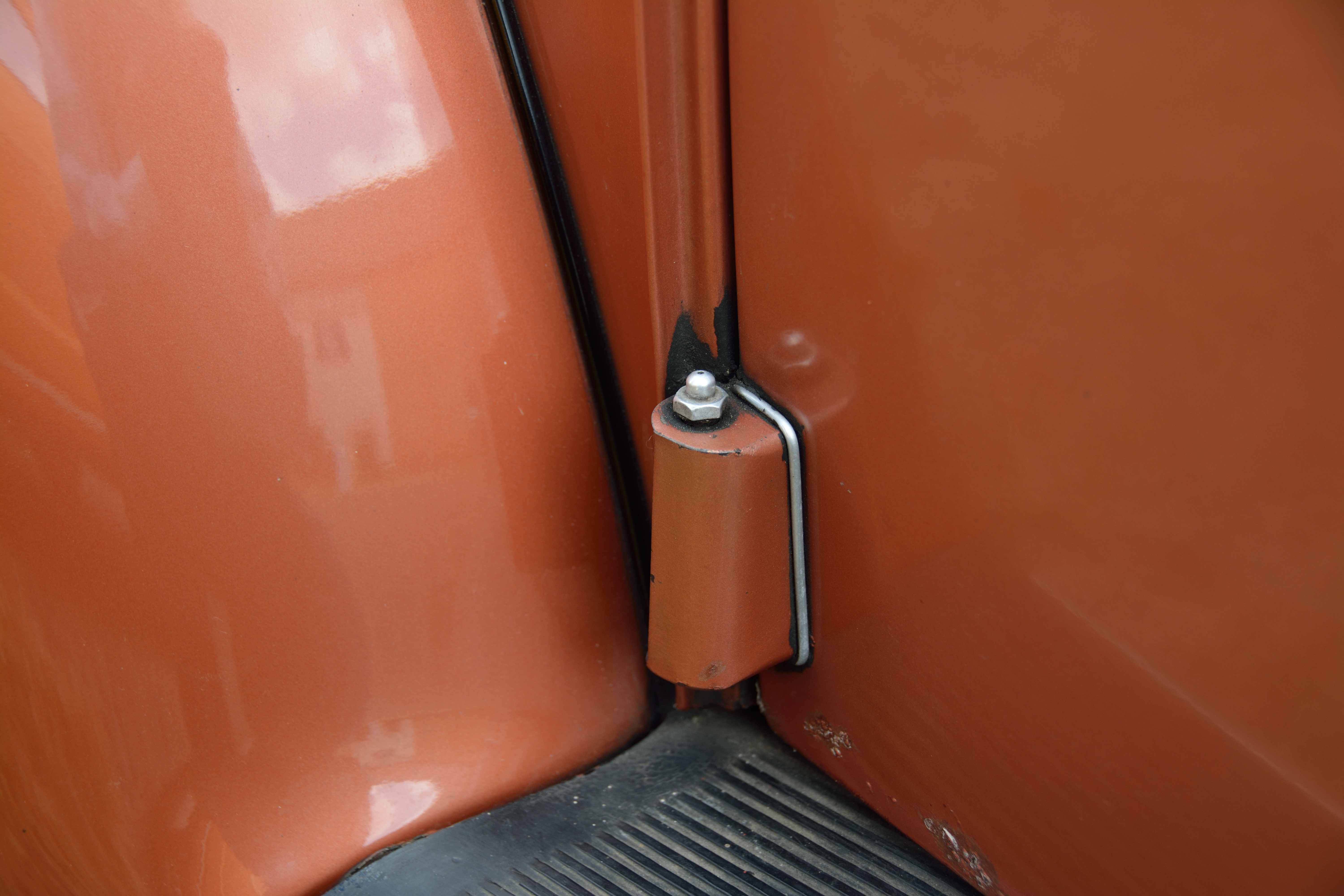
Ein Schmiernippel an der Fahrertür eines VW Käfer Cabrios von 1956

Ein Schmiernippel oder Abschmiernippel, umgangssprachlich auch Fettnippel, ist ein kleiner Stutzen, über den ein Lager mittels einer Fettpresse mit Schmierstoff versorgt werden kann. Dieser Vorgang wird auch als Abschmieren bezeichnet.
Bei manchen Anwendungen wird auch die Bezeichnung Öler verwendet (z. B. bei Nabenschaltungen). Helmöler besitzen eine zurückklappbare Kappe zum Schutz vor dem Eintritt von Staub. Im Gegensatz zu den meisten Schmiernippeln sind die Öffnungen von Ölern oft nicht durch eine Rückschlagvorrichtung verschlossen, so dass das Schmieröl frei durch die Bohrung laufen kann.
Schmiernippel werden im Geräte-, Maschinen- und Fahrzeugbau eingesetzt. Sie werden zunehmend durch Zentralschmiereinrichtungen verdrängt, bei modernen PKW und Motorrädern haben sie durch die Einführung wartungsarmer Gelenkköpfe mit lebenslanger Fettfüllung an Bedeutung verloren. Häufig zu finden sind Schmiernippel weiterhin im Baumaschinensektor oder an landwirtschaftlichen Maschinen.

## Funktionsweise
Schmiernippel sind durch ein Gewinde mit dem zugehörigen Bauteil verbunden. Die Nippelverbindung erlaubt das formschlüssige Ansetzen einer Fettpresse. Die Bohrung bzw. der Hohlraum der meisten Schmiernippel wird heute von innen durch eine kleine Kugel verschlossen, die durch eine Feder von unten an die Öffnung gepresst wird. Der von der Fettpresse aufgebaute Druck bewegt die Kugel ins Innere des Stutzens, wodurch das Fett an der Kugel vorbeiströmen kann. Die Funktion entspricht somit der eines Rückschlagventils. Wenn der Druck abfällt, kehrt die Kugel in ihre Ausgangsposition zurück, dichtet die Öffnungsbohrung gegen Verschmutzungen ab und verhindert zugleich, dass Fett wieder aus dem Stutzen tritt.

## Normung in Deutschland
Kegelschmiernippel sind in gerader (Form A) oder abgewinkelter Bauweise (Form B 45°, Form C 90°) mit unterschiedlichen kegeligen Einsetzgewinden in DIN 71412 genormt. Als Form D war früher auch noch eine Variante für Krafträder mit einem gegenüber Form A um 2 mm verkürzten M6-Gewinde üblich. Kegelschmiernippel eignen sich für handbetätigte und maschinell betriebene Schmierpressen.
- Bezeichnungsbeispiel Kegelschmiernippel DIN 71412-A M8x1

Es handelt sich hierbei um einen Schmiernippel nach DIN 71412 der Form A (gerade) mit einem Gewinde-Nenndurchmesser von 8 mm und einer Gewindesteigung von 1 mm; das Gewinde ist kegelig.
Bis September 1962 wurden Kegelschmiernippel vom DIN als Kegelwulstschmierköpfe bezeichnet.
Flachschmiernippel (früher: Flachschmierköpfe) haben Feingewinde zum Einschrauben (Form A), sind für Schmierstellen mit großen Schmierstoffvolumen vorgesehen und in DIN 3404 genormt, bis August 1962 auch als Form B mit Einschlagzapfen zum Einpressen. Flachschmiernippel eignen sich wegen des formschlüssigen Anschlusses für handbetätigte und maschinell betriebene Schmierpressen.
- Bezeichnungsbeispiel Flachschmiernippel AM 16×1,5 DIN 3404

Dieser Schmiernippel nach DIN 3404 der Form A (mit Gewindezapfen) hat ein zylindrisches metrisches Feingewinde M 16×1,5.
Auch Trichter-Schmiernippel nach DIN 3405 haben zylindrisches Feingewinde. Wegen des besonders flach gehaltenen Nippelkopfes eignen sie sich insbesondere für den bündigen und versenkten Einbau. Jedoch ist ein kraftschlüssiger Anschluss des Schmiergerätes nötig.
Kugel-Schmiernippel nach DIN 3402 haben kaum noch Bedeutung, die letzte Ausgabe der Norm stammt vom März 1969 und wurde im November 1986 zurückgezogen. Sie haben kegeliges Gewinde, einen Schmierkopf normaler Länge und erfordern beim Abschmieren kraftschlüssigen Anschluss des Schmiergerätemundstückes. Wie Trichter-Schmiernippel haben sie den Vorteil, dass Abschmierungen aus Winkellagen heraus ohne Verwendung eines elastischen Gliedes möglich sind.